# AEP Paphos FC
El AEP Paphos (en griego: Αθλητική Ένωση Πάφος, Athlitiki Enosi Pafos; "Unión Atlética Paphos") fue un equipo de fútbol de Chipre, con base en la localidad de Pafos. El club fue fundado en el año 2000, tras la unión de dos equipos de la localidad, el APOP y el Evagoras. Jugaba como local en el Pafiako Stadium.

## Historia
APOP y Evagoras eran dos equipos de la localidad de Pafos, que alternaban entre la Primera y la Segunda División de Chipre. A diferencia de los otros distritos del país y de las principales ciudades, que tenían equipos permanentemente en Primera División, Pafos no podía contar con este privilegio, ya que ninguno de los dos equipos podía mantenerse en Primera por mucho tiempo. Es por esta razón que los habitantes del pueblo decidieron unir ambos clubes, con el objetivo de tener un equipo constantemente en la Primera División.
Cuando los clubes se unieron para formar el AEP, APOP estaba en la Primera División y se las arregló para mantenerse en ella, mientras que el Evagoras militaba en la Segunda División, sin poder lograr el ascenso. Ya que el APOP se desempeñaba en la Primera División, el nuevo equipo comenzó participando en esa división.
El equipo se mantuvo en Primera División hasta el 2005, pero siguió la misma suerte del APOP y del Evagoras cuando descendió por primera vez en su historia a la Segunda División. A pesar de haber estado jugando en la Segunda División en la temporada 2005/06, el equipo logró su mayor éxito en abril de 2006, cuando llegó por primera vez a la semifinal de la Copa de Chipre (APOP había llegado a esta instancia dos veces) tras vencer al Olympiakos Nicosia. El AEP debió enfrentarse al AEK Larnaca y, a pesar de que no fue vencido en ninguno de los dos partidos, fue eliminado con un resultado de 1:1 como local y 0:0 como visitante. Esa misma temporada el club ganó el campeonato de Segunda División y logró el ascenso a Primera. Sin embargo, descendió nuevamente al año siguiente tras una mala temporada.
El 9 de junio de 2014 el club desaparece y uniéndose con el AEK Kouklia crea al Paphos FC.

## Palmarés
- Segunda División de Chipre: 2

2006, 2008

## Jugadores

### Jugadores destacados
| - Marco Förster - Fadel Brahami - Romik Khachatryan - Adam Foti - Félicien Singbo - Bulend Biščević - Radmilo Mihajlović - Anderson - André Caldeira - Tinga - Leonardo Oliveira - Krasimir Georgiev - Hristo Telkiyski - David Solari - Martin Kolář - Marios Agathokleous - Kyriacos Chailis - Angelos Efthymiou - Demetris Ioannou - Demetris Leoni - Giannis Sampson - Giorgos Vasiliou - Spasoje Bulajič - Almir Tanjič - Vladimir Helbich - Zsolt Hornyák - Juan José Bezares - Jonathan Aspas - Florian Lucchini - Jatto Ceesay | - Irakliy Geperidze - Levan Maghradze - Imoro Lukman - Charalabos Charalabakis - Nikos Iordanidis - Dimitris Nalitzis - Vasilis Samaras - Giannis Sfakianakis - Gábor Bardi - Róbert Fekete - János Zováth - George Oghani - Oļegs Karavajevs - Andrejs Pavlovs - Artūrs Vaičulis - Jane Nikolovski - Jonathan Bru - Petar Kasom - Aleksandar Madžar - Henry Makinwa - Hans Borsboom - Jochem van der Hoeven - Ronny van Es - Joost Terol - José Calado - Chevela - Hugo Coelho - Cristovão - Dosa Júnior - Jorge Teixeira | - Marian Ivan - Daniel Eugen Baston - Mircea Bolba - Ion Dudan - Moustapha Bangura - Ismail Ba - Ladji Keita - Milan Belić - Sása Jovanović - Dragan Maras - Božidar Urošević - Ricardo Nunes - Shingayi Kaondera - Joel Lupahla - Zenzo Moyo |